# Lex Hixon
Lex Hixon (* 25. Dezember 1941 in Pasadena, Kalifornien; † 1. November 1995) war ein US-amerikanischer Dichter und spiritueller Lehrer. 
Hixon war ein Schüler von Muzaffer Efendi, dem 19. Sheikh der Dscherrahi-Tariqa (Jerrahi-Derwisch-Orden) aus Istanbul (Türkei). Später gründete er unter dem Namen Nur al-Jerrahi einen eigenen Ordens-Zweig namens Nur Ashki Jerrahi Sufi Order, der noch heute (Stand: 2006) in den USA (einschließlich Hawaii) und Mexiko aktiv ist.

## Leben
Lex Hixon interessierte sich bereits in seiner Kindheit für religiöse Fragen. Nach seinem Schulabschluss studierte er Philosophie an der Yale-Universität. Dort traf er seinen ersten spirituellen Lehrer, den Lakota-Sioux Vine Deloria, der Vater seines Zimmergenossen. Nach seinem Philosophie-Studium schloss er ein Studium der Religion an, das er 1963 beendete.
1965 traf er bei einem Besuch im New York Vedanta Center in New York City auf Swami Nikhilananda. Er wurde dessen Schüler und blieb bis zu dessen Tod 1972 bei ihm. Nikhilananda ermutigte Hixon, 1976 seinen Doktortitel an der Columbia University in Religionsgeschichte zu erwerben.
1971 begann Hixon sein Radioprogramm In The Spirit auf WBAI-Radio in New York, in dem während der 14 Jahre Ausstrahlung bekannte religiöse Personen wie Mutter Teresa, der Dalai Lama und Bawa Muhaiyaddeen zu Gast waren.
Ab 1975 gab Lex Hixon Lesungen an der New School for Social Research. 1976 begann er mit Studien des Buddhismus bei einem tibetischen Lama, die ihn auf eine buddhistische Pilgerreise führten.
1979 traf Lex Hixon im Rahmen eines Interviews zu In The Spirit auf seinen zukünftigen spirituellen Lehrer Muzaffer Efendi und verbrachte die folgenden sechs Tage mit ihm und seinen Derwischen. Im darauf folgenden islamischen Fastenmonat Ramadan lud ihn Muzaffer Efendi nach Istanbul ein, wo er in der sogenannten Laylat-ul Kadr (Nacht der Macht), in der nach der Überlieferung dem Propheten Muhammad die ersten Offenbarungen des Koran mitgeteilt wurden, in den Rang eines Sheikh der Dscherrahi-Tariqa erhoben wurde. 1980 eröffnete Muzaffer Efendi eine Tekke namens Masjid al-Farah in New York. Lex Hixon wurde für die Zeit der Abwesenheit Efendis mit deren Leitung betraut. 1987 folgte er einer Einladung nach Mexiko, wo er bald eine weitere Tekke eröffnete, deren Leiterin Sheikha Amina Teslima wurde.
Hixon verstarb im November 1995 in seinem Haus in Riverdale an Krebs.

## Literarische Werke
- Coming Home
- Great Swan
- Mother of the Buddhas
- Mother of the Universe
- Living Buddha Zen
- Heart of the Koran
- Atom from the Sun of Knowledge
- Recolección de la Miel
- Unermessliches Licht  Edition Avicenna, 2016